# ソフ地区
ソフ地区（ウズベク語: Soʻx tumani / Сўх тумани、タジク語: Ноҳияи Сӯх、ロシア語: Сохский район）は、ウズベキスタンのフェルガナ州にある行政地区である。周囲をキルギスに囲まれた二つの飛び地で構成される。面積は220km2、2022年の人口は80,600人。行政中心地はラヴァン。

## 地理
ソフ地区の南側には5,000メートル級の山脈（アライ山脈、トルケスタン山脈）が控える。これらに源を発するソフ川が北向きにフェルガナ盆地の方向へ流れ、ソフ地区はこれに沿うように位置している。
ソフ地区は周囲をキルギスのバトケン州に囲まれる南北二つの飛び地から構成される。北の飛び地は南のものよりはるかに小さく、南北5kmほどの大きさで、集落チョン・カラがある。南側の飛び地はソフ地区の面積の大部分を占め、中心地ラヴァンがある。南北に長く、南北端の距離は30kmに達する。
ソフ地区の標高は南部の山沿いで2,000m、川沿いでは800–1,200mほどである。ソフ地区を取り囲む国境線は135kmに及ぶ。

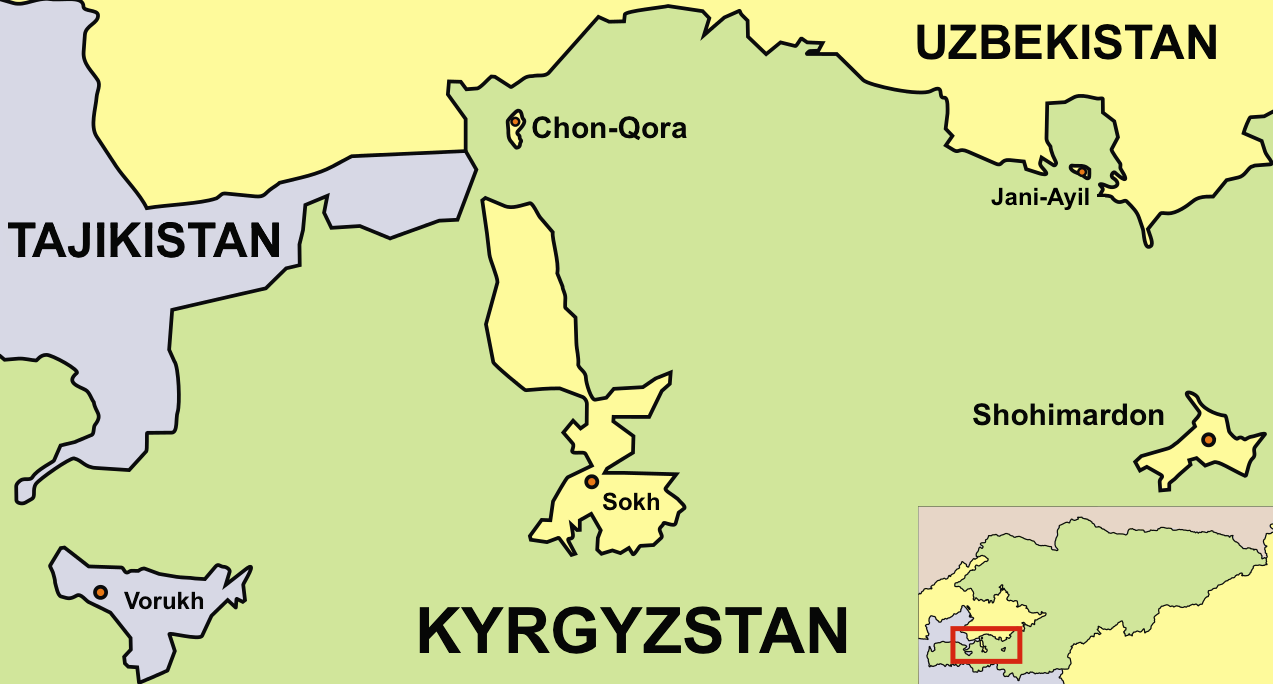
中央にあるのがソフ地区（SokhおよびChon-Qoraと表記）

## アクセス

### 道路
同地区は飛び地であるため、ウズベキスタン本土との陸路での往来にはキルギス領を通過する必要がある。ウズベキスタン本土の都市リシタンへ通じる道路が開設されていたが、キルギスがユーラシア経済連合加盟国であるのに対しウズベキスタンはそうではないため、ユーラシア経済連合側の要請で閉鎖されていた。
2020年5月、ソフ地区においてウズベキスタンとキルギスの住民の間で負傷者が出るトラブルが発生し、両国の首脳が解決に乗り出すこととなった。この中でソフ地区のアクセスの悪さが議論の対象となり、2021年4月に前述の道路が再開通する運びとなった。これによりリシタンへの所要時間は4分の1に短縮された。なおウズベキスタンは2020年12月にユーラシア経済連合のオブザーバー資格を取得した。

### 空路
2021年には空港が再整備された。空港はソビエト連邦時代からあり、フェルガナとソフ地区を結んでいたが、ソ連崩壊後は廃用となり農地に転用されていた。

## 人口
フェルガナ州当局の統計では、ソフ地区の人口は2011年は63,900人、2015年は70,500人、2022年は80,600人（都市人口51,100人、農村人口29,600人）であり、増加傾向にある。
キルギスに囲まれたウズベキスタン領でありながら、住民のほとんどがタジク人である。

## 歴史
ソフはコカンとともに、1918年から1924年にかけてのバスマチ蜂起の中心地の一つであった。
1924年に成立したウズベク・ソビエト社会主義共和国（ウズベクSSR）では、ソフはフェルガナ州リシタン地区の一部であったが、1942年に行政上の地区となった。1954年まではソフ地区はウズベクSSRと直接つながっていた。
1955年、ソフの北側の部分がキルギス・ソビエト社会主義共和国（キルギスSSR）に組み込まれた。1959年にソフは再びリシタン地区に組み込まれた。
1991年、ソビエト連邦の崩壊に伴いウズベキスタンとキルギスが独立したことによりソフ地区は飛び地となったが、当時の申し合わせでウズベキスタン本土へ通じる道路の通行は認められていた。
1999年初頭、タシケントで自動車爆破事件があり、ウズベキスタン・イスラム運動（IMU）によるものと考えられていた。ウズベキスタン政府は、IMUがソフ地区を拠点としていると主張し、キルギスとの国境に多数の地雷を埋設した。2004年以降地雷の撤去が行われているが、いまだに完了していない。
2016年、長らく続いたイスラム・カリモフ体制が終焉を迎え、新たにシャフカト・ミルジヨエフが大統領となった。ミルジヨエフは近隣国との外交関係の強化を進めており、キルギスとの国境問題では就任後2年間で85パーセントの未画定国境を画定した。
2020年8月、ソフ地区について経済、社会環境を改善する法令が公布された。

## 経済
農業が中心で、野菜、メロン、ジャガイモを生産している。リンゴ、梨、アンズ、柿、桃なども栽培されている。
ミルジヨエフ体制となって以降、ソフ地区の開発が大幅に進められている。2020年8月8日、ソフ地区の統合的社会経済開発のための法令が公布され、これに基づいて産業、サービス、農業など75のプロジェクトが稼働し、769億UZSの投資が行われた。また、学校の補修に340億UZS、医療機関の建設と設備に278億UZS、スポーツ施設に55億UZSが投じられた。これらの開発により地区の経済規模はほぼ2倍、小規模ビジネスの数は5倍となった。
ムガル帝国の創始者バーブルはシャイバーニー・ハンに敗れたのち、現在のソフ地区にあたる土地に1年ほど暮らしていたと伝えられており、その地を観光地として開発することが検討されている。